# Mycomya incerta
Mycomya incerta är en tvåvingeart som först beskrevs av Enrico Adelelmo Brunetti 1912.  Mycomya incerta ingår i släktet Mycomya och familjen svampmyggor. Inga underarter finns listade i Catalogue of Life.